# صاریغ قلمی هندلی
صاریغ قلمی هندلی (نام علمی: Marmosops handleyi) نام یک گونه از سرده صاریغ‌های قلمی است.